# Silver Bullets
Silver Bullets è il quinto album in studio long playing dei The Chills, pubblicato nel 2018 in Nuova Zelanda e in Europa dalla Fire Records. Tutte le canzoni sono state scritte da Martin Phillipps.

## Tracce
1. Father Time
2. Warm Waveform
3. Silver Bullets
4. Underwater Wasteland
5. America Says Hello
6. Liquid Situation
7. Pyramid / When The Poor Can Reach The Moon
8. Aurora Corona
9. I Can't Help You
10. Tomboy
11. Molten Gold

## Musicisti
- Martin Phillipps: voce, chitarra, percussioni, tastiere

- James Dickson: basso, cori, chitarra dodici corde, tastiere, percussioni
- Todd Knudson: batteria, cori, percussioni
- Erica Scally: pianoforte, chitarra, violino, percussioni
- Oli Wilson: tastiere, cori, percussioni